# Qualificazioni al campionato mondiale di calcio 1958
56 squadre partecipano alle qualificazioni per il Campionato mondiale di calcio 1958 per un totale di 16 posti disponibili per la fase finale. La Svezia (come paese ospitante) e l'Germania Ovest (come campione in carica) sono qualificate automaticamente, lasciando così solo 14 posti per la fase finale.
I turni di qualificazione nelle precedenti quattro edizioni dei Mondiali di calcio erano stati molto confusionari, con regole controverse e parecchi abbandoni. A partire da questa edizione, la FIFA decise di suddividere le squadre in zone continentali, assegnando a ciascuna di esse un prestabilito numero di posti per la fase finale e delegando l'organizzazione dei tornei qualificatori alle rispettive confederazioni: l'UEFA per l'Europa, la CONMEBOL per l'America meridionale, la NAFC per l'America settentrionale e la CCCF per l'America centrale e i Caraibi (riunite in un'unica zona), la CAF per l'Africa e l'AFC per l'Asia (anch'esse riunite in un'unica zona). Ciò comportò un miglior svolgimento delle qualificazioni, con regole più chiare ma non ancora esenti da eventuali abbandoni da parte delle squadre.
I 16 posti disponibili per la Coppa del Mondo 1958 sono suddivisi tra le confederazioni nei seguenti modi:
- Europa (UEFA): 11 posti, di cui due già occupati da Svezia e Germania Ovest; gli altri 9 posti sono contesi da 27 squadre.
- Sud America (CONMEBOL): 3 posti, contesi da 9 squadre.
- Nord America (NAFC), Centro America e Caraibi (CCCF): 1 posto, conteso da 6 squadre.
- Africa (CAF), Asia (AFC): 1 posto, conteso da 12 squadre.

Tuttavia la FIFA impose anche una regola, secondo la quale ogni squadra, per potersi qualificare, avrebbe dovuto disputare almeno un incontro, perché in passato molte squadre si erano qualificate automaticamente senza aver giocato nemmeno una partita. Poiché Israele vinse la zona afro-asiatica per abbandono delle avversarie che avrebbe dovuto affrontare nei vari turni, la FIFA organizzò uno spareggio tra quest'ultima e una tra le Nazionali europee eliminate, scelta tramite sorteggio.
46 squadre hanno giocato almeno una partita di qualificazione; le partite giocate sono state 89, con 341 gol segnati (con una media di 3,83 a partita)
Al termine delle qualificazioni si verificarono due eventi particolari, non più ripetutisi (finora) nelle successive edizioni dei Mondiali di calcio:
- la qualificazione di tutte e quattro le Nazionali del Regno Unito (Inghilterra, Scozia, Galles e Irlanda del Nord);
- la qualificazione di una squadra inizialmente eliminata e poi ripescata: infatti il Galles ottenne la sua prima partecipazione ai Mondiali battendo Israele nello spareggio tra la zona europea e la zona afro-asiatica, pur non avendo ottenuto il primo posto nel suo gruppo di qualificazione, decisione adottata dalla FIFA dato che la squadra asiatica aveva passato tutti i turni senza disputare una partita (infatti le sue avversarie abbandonarono il torneo, ma per partecipare ai mondiali era obbligatorio disputare almeno una partita delle qualificazioni).

Da non dimenticare inoltre l'eliminazione degli all'epoca due volte campioni del mondo dell'Italia, che per la prima volta mancarono sul campo la qualificazione a una fase finale del torneo (la precedente e mancata partecipazione nell'edizione del 1930 era stata al contrario volontaria).

## Europa
UEFA
Gruppo 1 -  Inghilterra qualificata.
Gruppo 2 -  Francia qualificata.
Gruppo 3 -  Ungheria qualificata.
Gruppo 4 -  Cecoslovacchia qualificata.
Gruppo 5 -  Austria qualificata.
Gruppo 6 -  Unione Sovietica qualificata.
Gruppo 7 -  Jugoslavia qualificata.
Gruppo 8 -  Irlanda del Nord qualificata.
Gruppo 9 -  Scozia qualificata.

## America meridionale
Le nove Nazionali sudamericane vennero divise in tre gruppi da tre. Ogni squadra affrontò le altre due con gare di andata e ritorno. Le prime classificate di ciascun gruppo si qualificarono per la fase finale.

### Gruppo 1 (CONMEBOL)
Il Venezuela si ritirò.
| Data           | Luogo          | Squadra 1 | Risultato | Squadra 2 |
| -------------- | -------------- | --------- | --------- | --------- |
| 13 aprile 1957 | Lima           | Perù      | 1-1       | Brasile   |
| 21 aprile 1957 | Rio de Janeiro | Brasile   | 1-0       | Perù      |

| Pos | Squadra | Pti | G | V | N | P | GF | GS |
| --- | ------- | --- | - | - | - | - | -- | -- |
| 1   | Brasile | 3   | 2 | 1 | 1 | 0 | 2  | 1  |
| 2   | Perù    | 1   | 2 | 0 | 1 | 1 | 1  | 2  |

### Gruppo 2 (CONMEBOL)
| Data              | Luogo        | Squadra 1 | Risultato | Squadra 2 |
| ----------------- | ------------ | --------- | --------- | --------- |
| 23 settembre 1957 | Santiago     | Cile      | 2-1       | Bolivia   |
| 29 settembre 1957 | La Paz       | Bolivia   | 3-0       | Cile      |
| 6 ottobre 1957    | La Paz       | Bolivia   | 2-0       | Argentina |
| 13 ottobre 1957   | Santiago     | Cile      | 0-2       | Argentina |
| 20 ottobre 1957   | Buenos Aires | Argentina | 4-0       | Cile      |
| 27 ottobre 1957   | Buenos Aires | Argentina | 4-0       | Bolivia   |

| Pos | Squadra   | Pti | G | V | N | P | GF | GS |
| --- | --------- | --- | - | - | - | - | -- | -- |
| 1   | Argentina | 6   | 4 | 3 | 0 | 1 | 10 | 2  |
| 2   | Bolivia   | 4   | 4 | 2 | 0 | 2 | 6  | 6  |
| 3   | Cile      | 2   | 4 | 1 | 0 | 3 | 2  | 10 |

### Gruppo 3 (CONMEBOL)
| Data           | Luogo      | Squadra 1 | Risultato | Squadra 2 |
| -------------- | ---------- | --------- | --------- | --------- |
| 16 giugno 1957 | Bogotà     | Colombia  | 1-1       | Uruguay   |
| 20 giugno 1957 | Bogotà     | Colombia  | 2-3       | Paraguay  |
| 30 giugno 1957 | Montevideo | Uruguay   | 1-0       | Colombia  |
| 7 luglio 1957  | Asunción   | Paraguay  | 3-0       | Colombia  |
| 14 luglio 1957 | Asunción   | Paraguay  | 5-0       | Uruguay   |
| 28 luglio 1957 | Montevideo | Uruguay   | 2-0       | Paraguay  |

| Pos | Squadra  | Pti | G | V | N | P | GF | GS |
| --- | -------- | --- | - | - | - | - | -- | -- |
| 1   | Paraguay | 6   | 4 | 3 | 0 | 1 | 11 | 4  |
| 2   | Uruguay  | 5   | 4 | 2 | 1 | 1 | 4  | 6  |
| 3   | Colombia | 1   | 4 | 0 | 1 | 3 | 3  | 8  |

## America settentrionale e centrale
Le qualificazioni furono composte da due fasi:
- Prima Fase: le 6 squadre vennero suddivise in due gruppi da tre (il gruppo 1 per le squadre nordamericane e il gruppo 2 per quelle centroamericane e caraibiche). Ogni squadra affrontò le altre due con gare di andata e ritorno. Le prime classificate di ciascun gruppo si qualificarono alla Seconda Fase.
- Seconda Fase: le 2 squadre si affrontarono con gare di andata e ritorno. La vincitrice si qualificò per la fase finale.

### Prima Fase (NAFC/CCCF)

#### Gruppo 1 (NAFC)
| Data           | Luogo             | Squadra 1   | Risultato | Squadra 2   |
| -------------- | ----------------- | ----------- | --------- | ----------- |
| 7 aprile 1957  | Città del Messico | Messico     | 6-0       | Stati Uniti |
| 28 aprile 1957 | Los Angeles       | Stati Uniti | 2-7       | Messico     |
| 22 giugno 1957 | Toronto           | Canada      | 5-1       | Stati Uniti |
| 30 giugno 1957 | Città del Messico | Messico     | 3-0       | Canada      |
| 3 luglio 1957  | Toronto           | Canada      | 0-2       | Messico     |
| 6 luglio 1957  | Saint Louis       | Stati Uniti | 2-3       | Canada      |

| Pos | Squadra     | Pti | G | V | N | P | GF | GS |
| --- | ----------- | --- | - | - | - | - | -- | -- |
| 1   | Messico     | 8   | 4 | 4 | 0 | 0 | 18 | 2  |
| 2   | Canada      | 4   | 4 | 2 | 0 | 2 | 8  | 8  |
| 3   | Stati Uniti | 0   | 4 | 0 | 0 | 4 | 5  | 21 |

#### Gruppo 2 (CCCF)
| Data             | Luogo               | Squadra 1        | Risultato | Squadra 2        |
| ---------------- | ------------------- | ---------------- | --------- | ---------------- |
| 10 febbraio 1957 | Città del Guatemala | Guatemala        | 2-6       | Costa Rica       |
| 17 febbraio 1957 | San José            | Costa Rica       | 3-1       | Guatemala        |
| 3 marzo 1957     | San José            | Costa Rica       | 4-0       | Antille Olandesi |
| 14 marzo 1957    | Città del Guatemala | Guatemala        | 1-3       | Antille Olandesi |
| 4 agosto 1957    | Willemstad          | Antille Olandesi | 1-2       | Costa Rica       |
|                  |                     | Antille Olandesi | n.d.      | Guatemala        |

| Pos | Squadra          | Pti | G | V | N | P | GF | GS |
| --- | ---------------- | --- | - | - | - | - | -- | -- |
| 1   | Costa Rica       | 8   | 4 | 4 | 0 | 0 | 15 | 4  |
| 2   | Antille Olandesi | 2   | 3 | 1 | 0 | 2 | 4  | 7  |
| 3   | Guatemala        | 0   | 3 | 0 | 0 | 3 | 4  | 12 |

### Seconda Fase (CCCF/NAFC)
| Data            | Luogo             | Squadra 1  | Risultato | Squadra 2  |
| --------------- | ----------------- | ---------- | --------- | ---------- |
| 20 ottobre 1957 | Città del Messico | Messico    | 2-0       | Costa Rica |
| 27 ottobre 1957 | San José          | Costa Rica | 1-1       | Messico    |

| Pos | Squadra    | Pti | G | V | N | P | GF | GS |
| --- | ---------- | --- | - | - | - | - | -- | -- |
| 1   | Messico    | 3   | 2 | 1 | 1 | 0 | 3  | 1  |
| 2   | Costa Rica | 1   | 2 | 0 | 1 | 1 | 1  | 3  |

## Africa ed Asia
La FIFA rigettò le iscrizioni di Etiopia e Corea del Sud. Le restanti dieci squadre disputarono un torneo ad eliminazione diretta, con gare di andata e ritorno. La vincitrice del torneo si sarebbe qualificata direttamente alla fase finale, ma poiché Israele lo vinse senza giocare alcun incontro (a causa degli abbandoni da parte delle squadre avversarie), si dovette ricorrere ad uno spareggio per rispettare la regola per cui, per qualificarsi, ogni Nazionale avrebbe dovuto giocare almeno una partita.

### Turno preliminare (CAF/AFC)
Taiwan si ritirò, pertanto l'Indonesia passò automaticamente il turno.

### Prima Fase (CAF/AFC)

#### Gruppo 1
Hong Kong si ritirò.
| Data           | Luogo    | Squadra 1 | Risultato | Squadra 2 |
| -------------- | -------- | --------- | --------- | --------- |
| 12 maggio 1957 | Giacarta | Indonesia | 2-0       | Cina      |
| 2 giugno 1957  | Pechino  | Cina      | 4-3       | Indonesia |

| Pos | Squadra   | Pti | G | V | N | P | GF | GS | Media |
| --- | --------- | --- | - | - | - | - | -- | -- | ----- |
| 1=  | Indonesia | 2   | 2 | 1 | 0 | 1 | 5  | 4  | 1,25  |
| 1=  | Cina      | 2   | 2 | 1 | 0 | 1 | 4  | 5  | 0,8   |

Avendo terminato il turno a pari merito, Cina ed Indonesia disputarono uno spareggio su campo neutro.
23 giugno 1957, Yangon:  Indonesia 0-0 (d.t.s.)  Cina
L'Indonesia passò al turno successivo avendo ottenuto un miglior quoziente reti (al tempo non erano ancora stati introdotti i tiri di rigore).

#### Gruppo 2
La Turchia si rifiutò di giocare nella zona asiatica, pertanto Israele passò automaticamente il turno.

#### Gruppo 3
Cipro si ritirò, pertanto l'Egitto passò automaticamente il turno.

#### Gruppo 4
| Data           | Luogo   | Squadra 1 | Risultato | Squadra 2 |
| -------------- | ------- | --------- | --------- | --------- |
| 8 marzo 1957   | Khartum | Sudan     | 1-0       | Siria     |
| 24 maggio 1957 | Damasco | Siria     | 1-1       | Sudan     |

| Pos | Squadra | Pti | G | V | N | P | GF | GS |
| --- | ------- | --- | - | - | - | - | -- | -- |
| 1   | Sudan   | 3   | 2 | 1 | 1 | 0 | 2  | 1  |
| 2   | Siria   | 1   | 2 | 0 | 1 | 1 | 1  | 2  |

### Seconda Fase (CAF/AFC)
- L'Indonesia si ritirò dopo che la FIFA rifiutò la sua richiesta di giocare con Israele su campo neutro, pertanto Israele passò automaticamente il turno.
- L'Egitto si ritirò, pertanto il Sudan passò automaticamente il turno.

### Terza Fase (CAF/AFC) e Spareggio
Il Sudan si rifiutò di giocare con Israele, quindi quest'ultima avrebbe dovuto tecnicamente essere qualificata alla fase finale, ma poiché aveva superato tutti i turni senza giocare alcun incontro, per far rispettare le regole stabilite dalla FIFA prima del torneo venne indetto uno spareggio tra Israele ed una tra le seconde classificate dei nove gruppi europei. Inizialmente fu sorteggiato il Belgio, il quale si rifiutò anch'esso di giocare in terra israeliana, perciò successivamente fu sorteggiato il Galles, piazzatosi secondo nel gruppo 4 dell'UEFA, che vinse lo spareggio e si qualificò alla fase finale.
| Data            | Luogo     | Squadra 1 | Risultato | Squadra 2 |
| --------------- | --------- | --------- | --------- | --------- |
| 15 gennaio 1958 | Ramat Gan | Israele   | 0-2       | Galles    |
| 5 febbraio 1958 | Cardiff   | Galles    | 2-0       | Israele   |

| Pos | Squadra | Pti | G | V | N | P | GF | GS |
| --- | ------- | --- | - | - | - | - | -- | -- |
| 1   | Galles  | 4   | 2 | 2 | 0 | 0 | 4  | 0  |
| 2   | Israele | 0   | 2 | 0 | 0 | 2 | 0  | 4  |

## Squadre qualificate

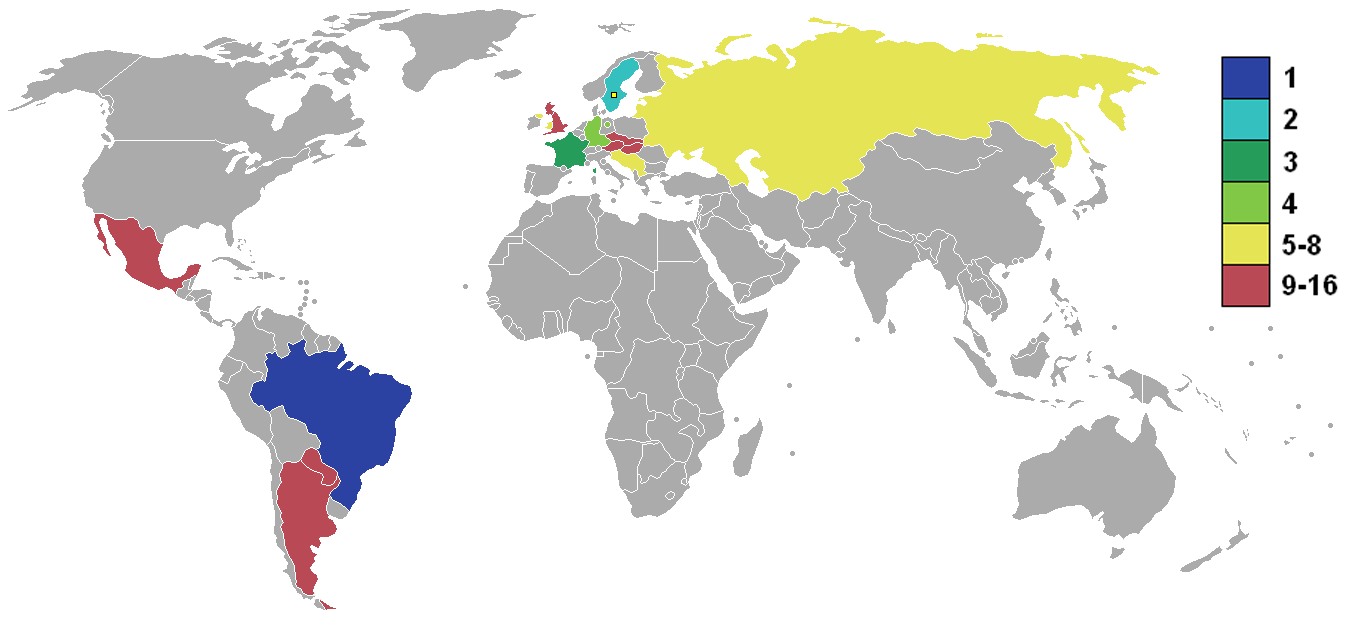
Le nazioni qualificate per il campionato mondiale di calcio del 1958

| Squadra          | Numero di presenze | Numero di presenze consecutive | Ultima apparizione |
| ---------------- | ------------------ | ------------------------------ | ------------------ |
| Argentina        | 4                  | 3                              | 1934               |
| Austria          | 3                  | 2                              | 1954               |
| Brasile          | 6                  | 6                              | 1954               |
| Cecoslovacchia   | 4                  | 2                              | 1954               |
| Francia          | 5                  | 2                              | 1954               |
| Galles           | 1                  | 1                              | esordiente         |
| Germania Ovest   | 4                  | 2                              | 1954               |
| Inghilterra      | 3                  | 3                              | 1954               |
| Irlanda del Nord | 1                  | 1                              | esordiente         |
| Jugoslavia       | 4                  | 3                              | 1954               |
| Messico          | 4                  | 3                              | 1954               |
| Paraguay         | 3                  | 1                              | 1950               |
| Scozia           | 2                  | 2                              | 1954               |
| Svezia           | 4                  | 1                              | 1950               |
| Ungheria         | 4                  | 2                              | 1954               |
| Unione Sovietica | 1                  | 1                              | esordiente         |